# Celièr de Luc
Cellier-du-Luc és un municipi francès situat al departament de l'Ardecha i a la regió d'Alvèrnia-Roine-Alps. L'any 2007 tenia 105 habitants.

## Demografia

### Població
El 2007 la població de fet de Cellier-du-Luc era de 105 persones. Hi havia 50 famílies de les quals 19 eren unipersonals (4 homes vivint sols i 15 dones vivint soles), 23 parelles sense fills, 4 parelles amb fills i 4 famílies monoparentals amb fills.
La població ha evolucionat segons el següent gràfic:
Habitants censats

### Habitatges
El 2007 hi havia 134 habitatges, 52 eren l'habitatge principal de la família, 81 eren segones residències i 2 estaven desocupats. 110 eren cases i 22 eren apartaments. Dels 52 habitatges principals, 47 estaven ocupats pels seus propietaris, 3 estaven llogats i ocupats pels llogaters i 2 estaven cedits a títol gratuït; 11 tenien tres cambres, 17 en tenien quatre i 24 en tenien cinc o més. 38 habitatges disposaven pel capbaix d'una plaça de pàrquing. A 37 habitatges hi havia un automòbil i a 12 n'hi havia dos o més.

### Piràmide de població
La piràmide de població per edats i sexe el 2009 era:
| Homes | Edats   | Dones |
| ----- | ------- | ----- |
| 0     | 95 o +  | 0     |
| 0     | 90 a 94 | 0     |
| 0     | 85 a 89 | 0     |
| 0     | 80 a 84 | 0     |
| 0     | 75 a 79 | 0     |
| 12    | 70 a 74 | 4     |
| 4     | 65 a 69 | 8     |
| 0     | 60 a 64 | 8     |
| 4     | 55 a 59 | 4     |
| 4     | 50 a 54 | 0     |
| 4     | 45 a 49 | 0     |
| 8     | 40 a 44 | 4     |
| 8     | 35 a 39 | 4     |
| 4     | 30 a 34 | 4     |
| 0     | 25 a 29 | 0     |
| 0     | 20 a 24 | 0     |
| 0     | 15 a 19 | 4     |
| 0     | 10 a 14 | 0     |
| 0     | 5 a 9   | 0     |
| 0     | 0 a 4   | 0     |

## Economia
El 2007 la població en edat de treballar era de 52 persones, 35 eren actives i 17 eren inactives. De les 35 persones actives 33 estaven ocupades (19 homes i 14 dones) i 2 estaven aturades (1 home i 1 dona). De les 17 persones inactives 9 estaven jubilades i 8 estaven classificades com a «altres inactius».

### Ingressos
El 2009 a Cellier-du-Luc hi havia 42 unitats fiscals que integraven 81 persones, la mediana anual d'ingressos fiscals per persona era de 10.873 €.

### Activitats econòmiques
Dels 3 establiments que hi havia el 2007, 1 era d'una empresa de construcció, 1 d'una empresa de comerç i reparació d'automòbils i 1 d'una empresa de serveis.
Dels 2 establiments de servei als particulars que hi havia el 2009, 1 era un taller de reparació d'automòbils i de material agrícola i 1 paleta.
L'any 2000 a Cellier-du-Luc hi havia 7 explotacions agrícoles.

## Poblacions més properes
El següent diagrama mostra les poblacions més properes.